# Fenevad (regény)
A Fenevad (Blood Beast) Darren Shan Démonvilág sorozatának ötödik könyve, és 2007. június 4-én adták ki. A történetet Grubbs Grady meséli, akárcsak a Démonmestert és a Vérfüredet. A cselekmény egy kétrészes történet része, ami a hatodik könyvben folytatódik. Habár az előző könyvek nem időrendi sorrendben játszódik, ez a könyv tekint leginkább a jövőbe. Leginkább azt állítja középpontba, hogy vajon Grubbs Grady-t utoléri-e a farkasemberség, és, hogy meg tud-e birkózni vele. A könyvet különböző díjakra jelölték.
A címet eredetileg az Edingburgh Könyvfesztiválon jelentették be. 2007-ben a Fenevadot jelölték a Nickelodeon Kid's Choice díjára Nagy-Britanniában de végül J. K. Rowling Harry Potter és a Halál Ereklyéi diadalmaskodott.

## Cselekmény
|  | Alább a cselekmény részletei következnek! |

A Fenevad körülbelül egy évvel a Vérfüred eseményei után játszódik. Grubbs Grady visszatér Carcery Vale-ba. Úgy tűnik, végre rendeződik az élete. Jól kijön Dervish-sel. Grubbs azért küzd, hogy féken tartsa mágikus tehetségét, amit Vérfüred városában fedezett fel. Nem akar Tanítvánnyá válni és reméli, hogy ha elég ideig rejtegeti képességeit, eltűnnek. Varázslói bátorsága egyfolytában növekszik. Rettenetes rémálmai vannak, és arra gyanakszik, hogy talán vérfarkassá válik.
A történet akkor kezd kibontakozni, amikor Grubbs és a barátai, Loch és Bill-E úgy dönt, hogy kincsvadászatra indulnak. Amíg egy olyan alagutat fedeznek fel, ami egy barlanghoz vezet, Grubbs üvöltést hall maga mögül, és mikor megfordul, Loch élettelen testét találja a földön, miközben a fejéből szivárog a vér. Bill-E segítségért siet, Grubbs pedig sikertelenül próbálja feléleszteni Loch-ot, akinek leállt a szíve. Bill-E Dervish-sel tér vissza, és Loch testét egy közeli kőbányába dobják. Dervish elmagyarázza: a barlang egy lehetséges kapu a démonoknak, hogy átlépjenek az emberek világába, és az ő felelőssége őrizni azt.
Grubbs visszatér az iskolába, és találkozik az új pszichológussal, Juni Swan-nal, akivel előzőleg a Vérfüredben találkozott. Juni-nak is van tehetsége a mágiához. Szerelmi kapcsolatba bonyolódik Dervish-sel, aki varázsigéket tanít neki.
A telihold ideje alatti néhány éjszakán Grubbs-nak kemény időket és hihtetlen fájdalmat kell átélnie. Juni azt javasolja, hogy találkozzanak a barlangnál. Grubbs a barlanghoz siet, ahol átváltozik vérfarkassá. Amikor visszaváltozik emberré rájön, hogy megölte Bill-E nagyszüleit és gyámjait. Mivel nem akar többé ölni, Juni-val együtt úgy dönt, hogy megszöknek. Felszállnak egy gépre és Grubbs elalszik. Amikor felkel, a pilótafülke ajtaja kinyílik, és egy démon jelenik meg a gépen, és elkezdi támadni az utasokat.Vajon Juni barát vagy ellenség?
|  | Itt a vége a cselekmény részletezésének! |

## Magyarul
- Fenevad; ford. Polyák Béla; Móra, Bp., 2007 (Démonvilág, 5.)